# Luca Braidot
Luca Braidot (ur. 29 maja 1991) – włoski kolarz górski, czterokrotny medalista mistrzostw świata i wielokrotny medalista mistrzostw Europy.

## Kariera
Największy sukces w karierze Luca Braidot osiągnął w 2012 roku, kiedy reprezentacja Włoch w składzie: Marco Aurelio Fontana, Beltain Schmid, Eva Lechner i Luca Braidot zdobyła złoty medal w sztafecie cross-country podczas mistrzostw świata w Leogang. Ponadto na rozgrywanych w tym samym roku mistrzostwach Europy w Moskwie wspólnie z kolegami z reprezentacji także zdobył złoto w sztafecie, a indywidualnie zajął trzecie miejsce w cross-country U-23. Jak dotąd nie brał udziału w igrzyskach olimpijskich.